# Oudheidkundig Genootschap van Brugge
Het Oudheidkundig Genootschap van Brugge (in het Frans Société Archéologique de Bruges) werd in 1865 opgericht door twaalf vooraanstaande personen uit Brugse culturele kringen. Het ligt aan de oorsprong van het het huidige Gruuthusemuseum.

## Oprichting
Na enkele voorbereidende vergaderingen werden op 23 maart 1865 de statuten van de Société Archéologique de Bruges ondertekend door de twaalf stichtende leden: rijksarchivaris Felix-Henri D'Hoop, oudheidkundige James Weale, priester-dichter Guido Gezelle, priester-historicus Felix de Bethune, stadsarchivaris Louis Gilliodts Van Severen, architect Karel Verschelde, Henri Dobbelaere, Charles De Poorter, ontwerper en decorateur William Brangwyn, priester-dichter Hugo Verriest, baron 't Serclaes de Moerkerke en Emile van den Bussche, adjunct-conservator van het Rijksarchief te Brugge.
De doelstelling van het Genootschap was 'oudheidkundige en kunstvoorwerpen opsporen en verzamelen en deze bewaren in een openbaar museum'. 

## Het eerste museum in de stadshallen
Uit de door de stad voorgestelde locaties werd op 25 mei 1865 de voormalige thesaurie in het Belfort gekozen. Het museum opende er op 6 mei 1866. Een eerste tentoonstelling vond plaats in 1867: Exposition de tableaux anciens, d'objets d'art et d'antiquités. Guido Gezelle wijdde er in Rond den Heerd (vanaf 31 augustus 1867) een reeks van zeven beschouwingen aan, onder de titel 'Wandelingen op de Halle te Brugge'.
De collectie groeide snel aan en geleidelijk werden ook andere ruimtes van de stadshallen ingenomen. Begin 1873 werd het idee geopperd dat de stad het Gruuthusepaleis zou aankopen. Het stadsbestuur reageerde positief en kocht het paleis. De restauratie ervan begon pas in 1883 en zou duren tot 1911.

## Verhuizing naar Gruuthuse
Op het einde van de negentiende eeuw herbergde het Gruuthusepaleis enkel de Liedts-kantcollectie en de door het genootschap ingerichte keuken. 
In 1902 vond de 'Exposition des Primitifs flamands et d'Art ancien' plaats. De schilderijen werden getoond in het Provinciaal Hof en de toegepaste kunsten in Gruuthuse. De 'Exposition d'Art ancien' van 1905 leidde de bezoekers door bijna het gehele Gruuthusepaleis.
In 1906 sloten het Genootschap en het stadbestuur een akkoord over het gebruik van Gruuthuse. Henry Kervyn de Lettenhove werd aangesteld als conservator en geleidelijk verhuisde de collectie naar de nieuwe locatie.
Het Genootschap vroeg in 1954 aan het stadsbestuur om het museum over te nemen. Sedert 1 januari 1955 is het Gruuthusemuseum een stedelijk museum. 

## Referentie
1. ↑  Digitale Bibliotheek voor de Nederlandse Letteren